# Scaphyglottis prolifera
Scaphyglottis prolifera är en orkidéart som först beskrevs av Robert Brown, och fick sitt nu gällande namn av Célestin Alfred Cogniaux. Scaphyglottis prolifera ingår i släktet Scaphyglottis och familjen orkidéer. Inga underarter finns listade i Catalogue of Life.

## Bildgalleri

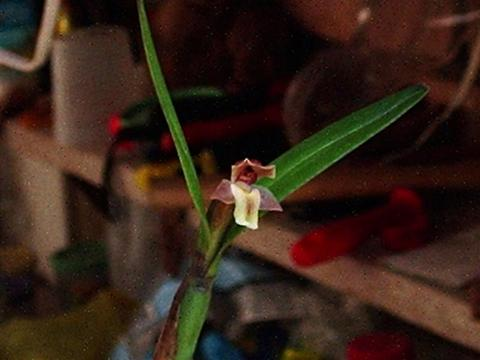
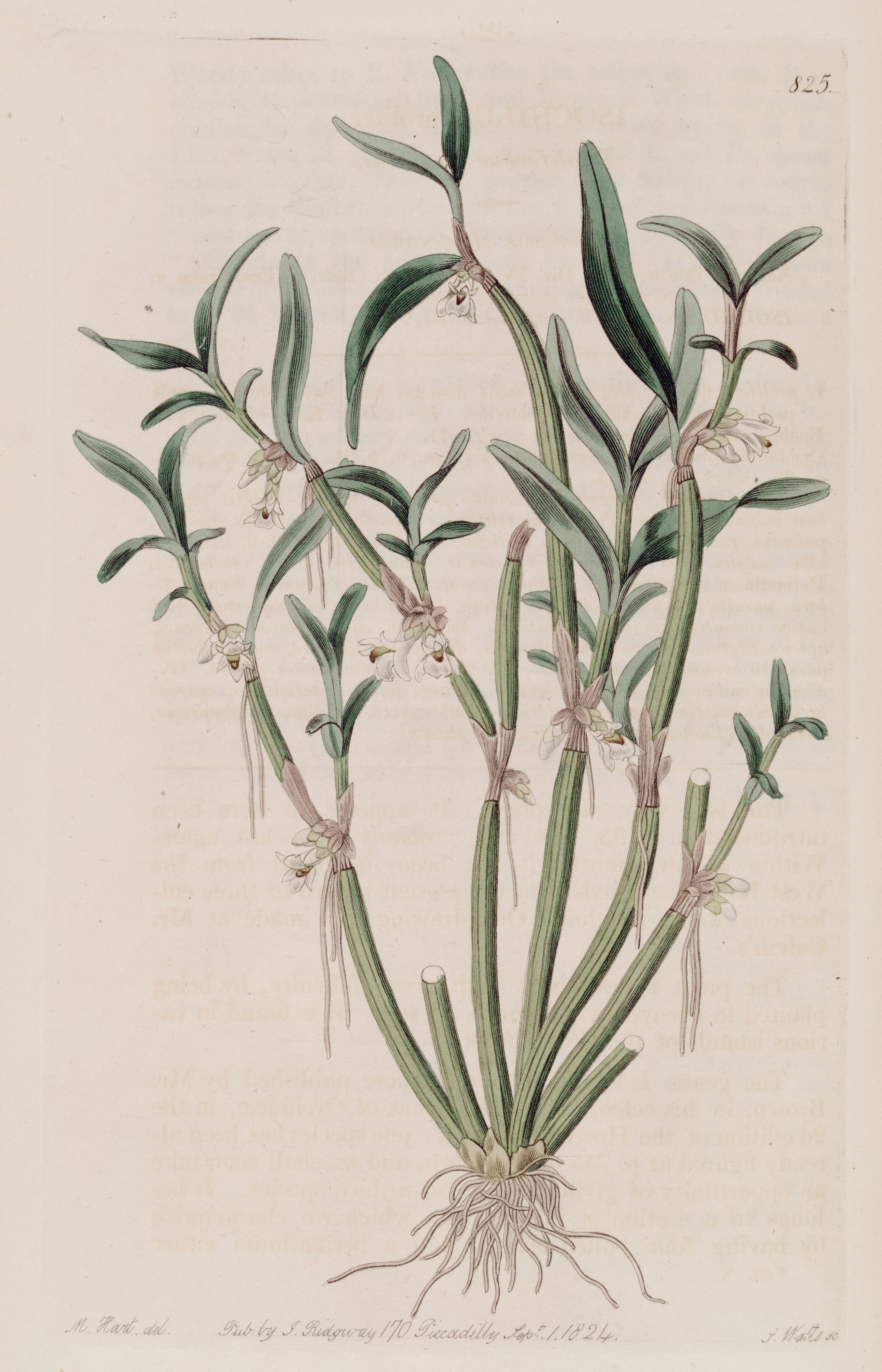